# Linia kolejowa 173 Margecany – Červená Skala
Linia kolejowa Červená Skala – Margecany (w publicznie dostępnym rozkładzie jazdy oznaczona jako linia kolejowa nr 173) jest jednotorową, niezelektryfikowaną linią kolejową na Słowacji, łączy miejscowości Červená Skala i Margecany. Jest częścią połączenia Zwolenia, Bańskiej Bystrzycy, Margecan i Koszyc.

## Historia
Linia, która jest częścią tzw. środkowosłowackiej linii transwersalnej miała połączyć przez dolinę Hnilca Kolej Koszycko-Bogumińską ze Zwoleniem, który jest istotnym węzłem kolejowym. Budowę zaczęto w okresie międzywojennym, kiedy Kolej Koszycko-Bogumińska, wtedy jeszcze jednotorowa, miała zbyt małą przepustowość.

### Zalążki linii
Odcinek Margecany – Gelnica – Mníšek nad Hnilcom był oddany do użytku 31 grudnia 1884 roku, kończył się on w Smolníckiej Hucie. Pierwotnie była tu planowana linia wąskotorowa (o rozstawie szyn 1000 mm) i taka została wybudowana na odcinku Gelnica – Smolnícka Huta (25,510 km). Odcinek Margecany – Gelnica (7,529 km) miał normalny rozstaw szyn.

### Budowa linii
Mimo tego, że wybór trasy i decyzja o budowie zapadły w latach 1919-20, połączenie Červenej Skaly i Margecan zaczęto budować 31 maja 1931 roku. Na prace wpływ miał wielki kryzys gospodarczy, który wydłużył czas budowy. Po ukończeniu odcinka między miejscowościami Handlová a Horná Štubňa można było odesłać pracowników oraz sprzęt do budowy nowej linii. Na istniejącym odcinku normalnotorowym wykonane zostały tylko niezbędne naprawy, a na wąskotorowym odcinku Gelnica – Mníšek nad Hnilcom tory zostały przebudowane, pozostałe odcinki budowano od podstaw.
Budowa linii w wąskiej dolinie była wymagająca, niezbędne było kucie w skałach, budowa nasypów oraz sześciu mostów o długości przekraczającej 10 metrów. Właśnie na nieistniejącym odcinku w okolicy miejscowości Telgárt była potrzeba najambitniejszych budowli, w tym 281 obiektów mostowych (największy z nich to Wiadukt Telgarcki, którego główny łuk ma 32 metry rozpiętości) i 9 tuneli o długości całkowitej 3800 metrów. Interesująca z technicznego punktu widzenia jest tzw. Pętla Telgarcka – spiralny tunel o promieniu 400 metrów i długości 1239 metrów, który rozwiązuje problem 31-metrowej różnicy wysokości, którą pokonać trzeba przed przełęczą Besník.

### Otwieranie odcinków linii
- 1 października 1933 roku – odcinek Červená Skala – Telgárt
- 28 września 1934 roku – odcinek Telgárt – Dobszyńska Jaskinia Lodowa
- 26 lipca 1936 – odcinek Mníšek nad Hnilcom – Mlynky

## Obiekty na linii
- Tunel Telgarcki – spiralny tunel o długości 1239,4 metra
- Tunel Hronski – o długości 250 metrów
- Tunel Besnicki – szczytowy tunel, w którym linia osiąga najwyższy punkt wśród linii normalnotorowych na Słowacji (955,5 m n.p.m.)
- Wiadukt Telgarcki – konstrukcja żelbetowa o długości 86,2 metrów oraz wysokości 22 metrów
- Wiadukt Chramoski – kamienny, długości 112,6 metra, wysoki na 18 metrów

## Stacje na linii
- Červená Skala – stacja osobowa – łączy się z linią nr 172 (Bańska Bystrzyca – Červená Skala)
- Telgárt
- Dobszyńska Jaskinia Lodowa
- Mlynky
- Hnilec
- Nálepkovo
- Švedlár
- Mníšek nad Hnilcom
- Prakovce
- Gelnica
- Margecany – łączy się z linią nr 180 (Żylina – Koszyce)